# Warp Riders
Warp Riders è il terzo album in studio del gruppo heavy metal statunitense The Sword, pubblicato nel 2010.

## Tracce
1. Acheron/Unearthing the Orb – 3:43
2. Tres Brujas – 4:09
3. Arrows in the Dark – 4:30
4. The Chronomancer I: Hubris – 7:35
5. Lawless Lands – 5:09
6. Astraea's Dream – 3:23
7. The Warp Riders – 3:57
8. Night City – 3:50
9. The Chronomancer II: Nemesis – 5:49
10. (The Night the Sky Cried) Tears of Fire – 6:11

## Formazione
- J. D. Cronise - voce, chitarre
- Kyle Shutt - chitarra
- Bryan Richie - basso
- Trivett Wingo - batteria, percussioni